# Catedral del Inmaculado Corazón de María (Kottayam)
La Catedral del Inmaculado Corazón de María  también conocida como la Catedral Vimalagiri o como Angathattu Palli es un edificio religioso de la Iglesia católica que está ubicado en Kottayam, en Kerala, un estado del país asiático de la India. Funciona como la catedral de la diócesis de Vijayapuram. Construida en el estilo arquitectónico gótico, la iglesia tiene un 172 pies de altura en la torre, que es una de las torres más altas de una iglesia en Kerala. La primera piedra de la Iglesia Vimalagiri fue colocada en el año 1956. La construcción del imponente edificio fue terminada en el año 1964. Su fiesta se celebra el 8 de diciembre de cada año, en la festividad del Inmaculado Corazón de María.